# روز دیگری بمیر (ترانه)
«روز دیگری بمیر» (به انگلیسی: Die Another Day) تک‌آهنگی از هنرمند اهل ایالات متحده آمریکا مدونا است که در سال ۲۰۰۲ میلادی منتشر شد.